# Vytvořené prostředí

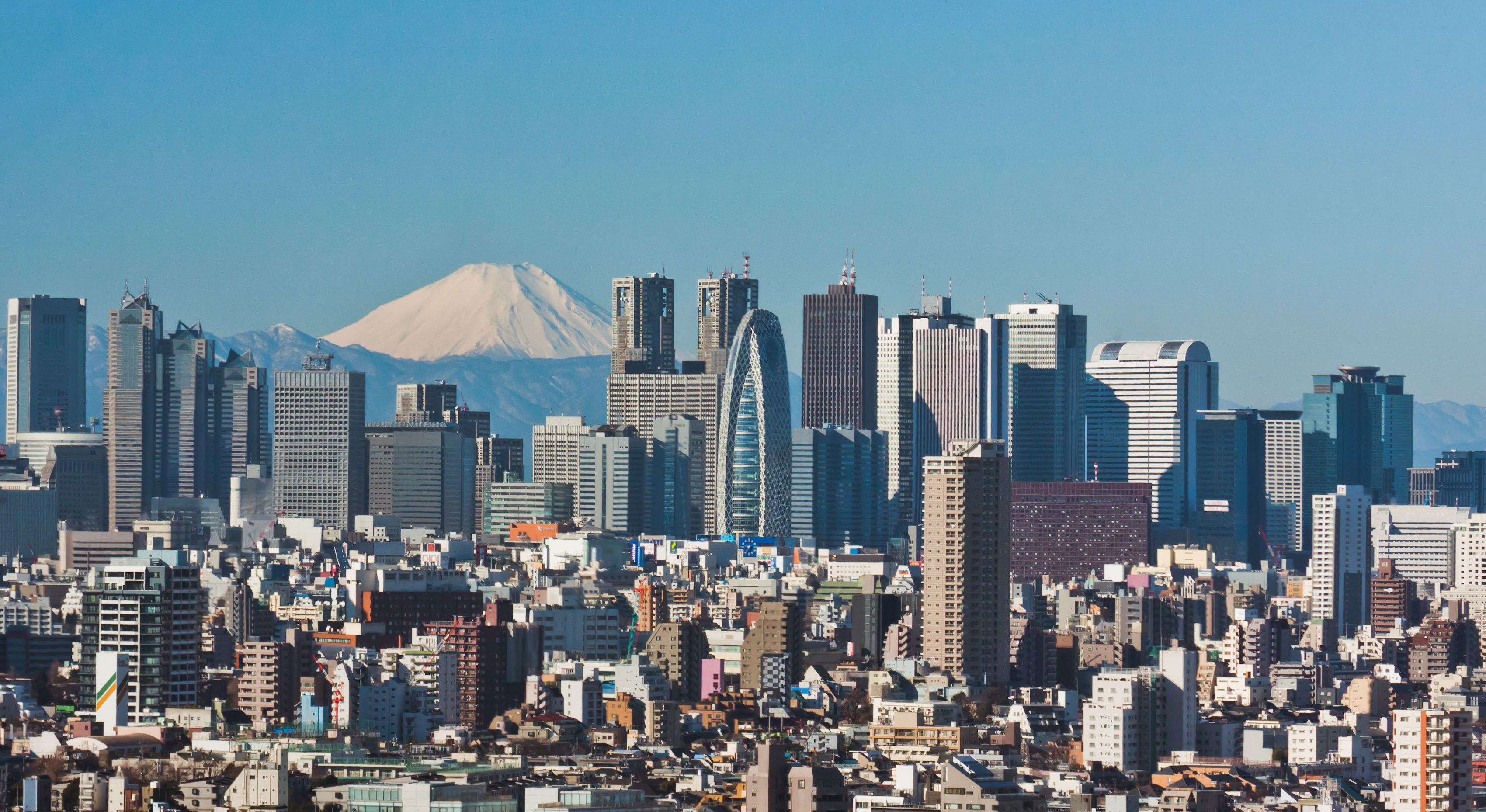
Města jako Tokio jsou člověkem vytvořené prostředí

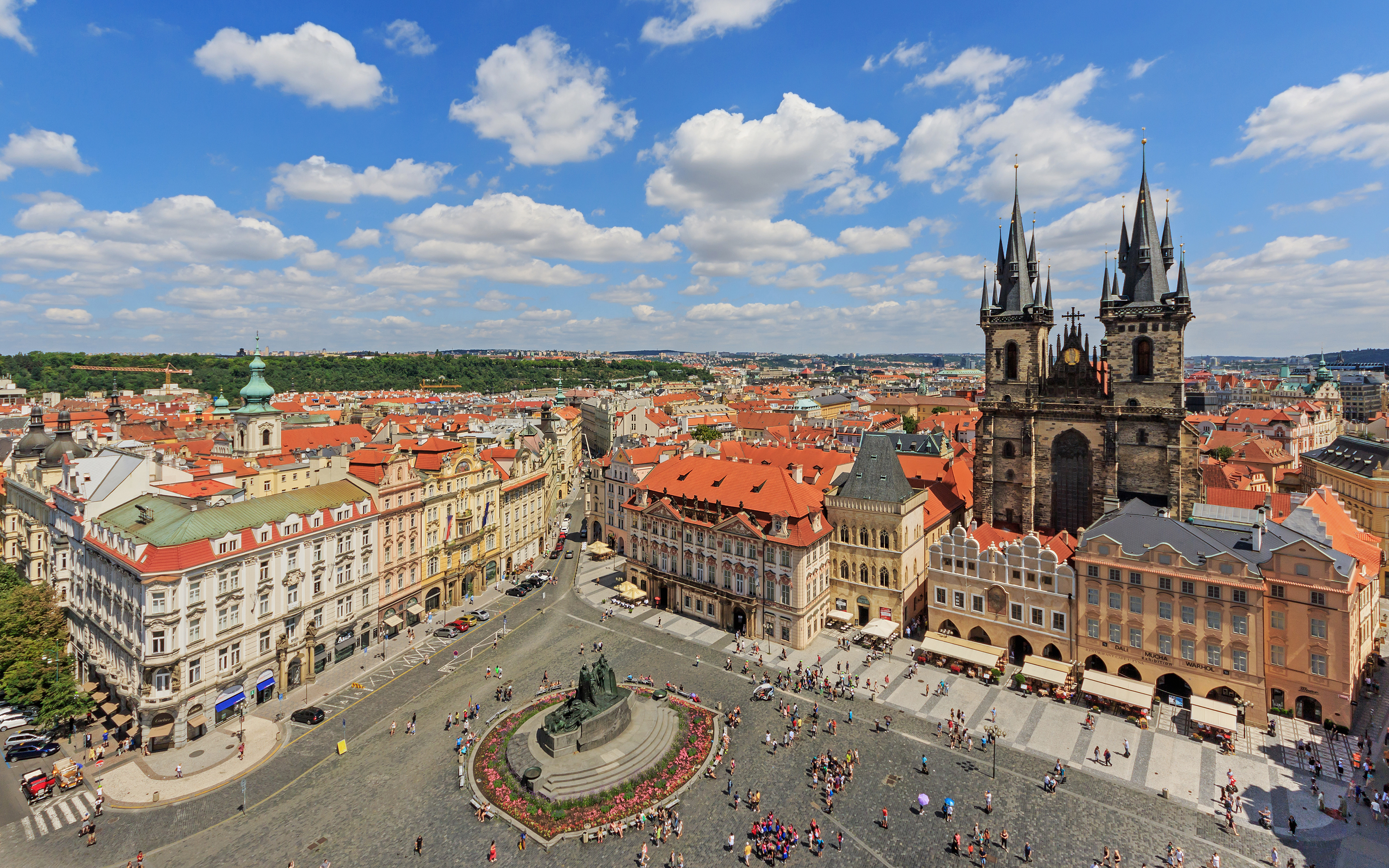
Staroměstské náměstí v Praze je člověkem vytvořené prostředí

Vytvořené prostředí nebo také vystavěné či zastavěné prostředí (anglicky built environment) je životní prostředí, které je vytvořené člověkem a je tak protikladem přírody. Termín „vytvořené prostředí“ typicky znamená městská oblast nebo jakékoliv uměle vytvořené prostory skrze urbanismus a architekturu. Vytvořené prostředí lze definovat jako „člověkem vytvořený prostor, ve kterém lidé žijí, pracují a rekreují se na denní bázi“, jenž zahrnuje budovy, ulice, parky a dopravní systémy, ale také možnosti přístupu ke zdravému jídlu, zázemí pro zdravý životní styl a další aspekty, které mají vliv na životní úroveň a duševní hygienu.

## Veřejné zdraví

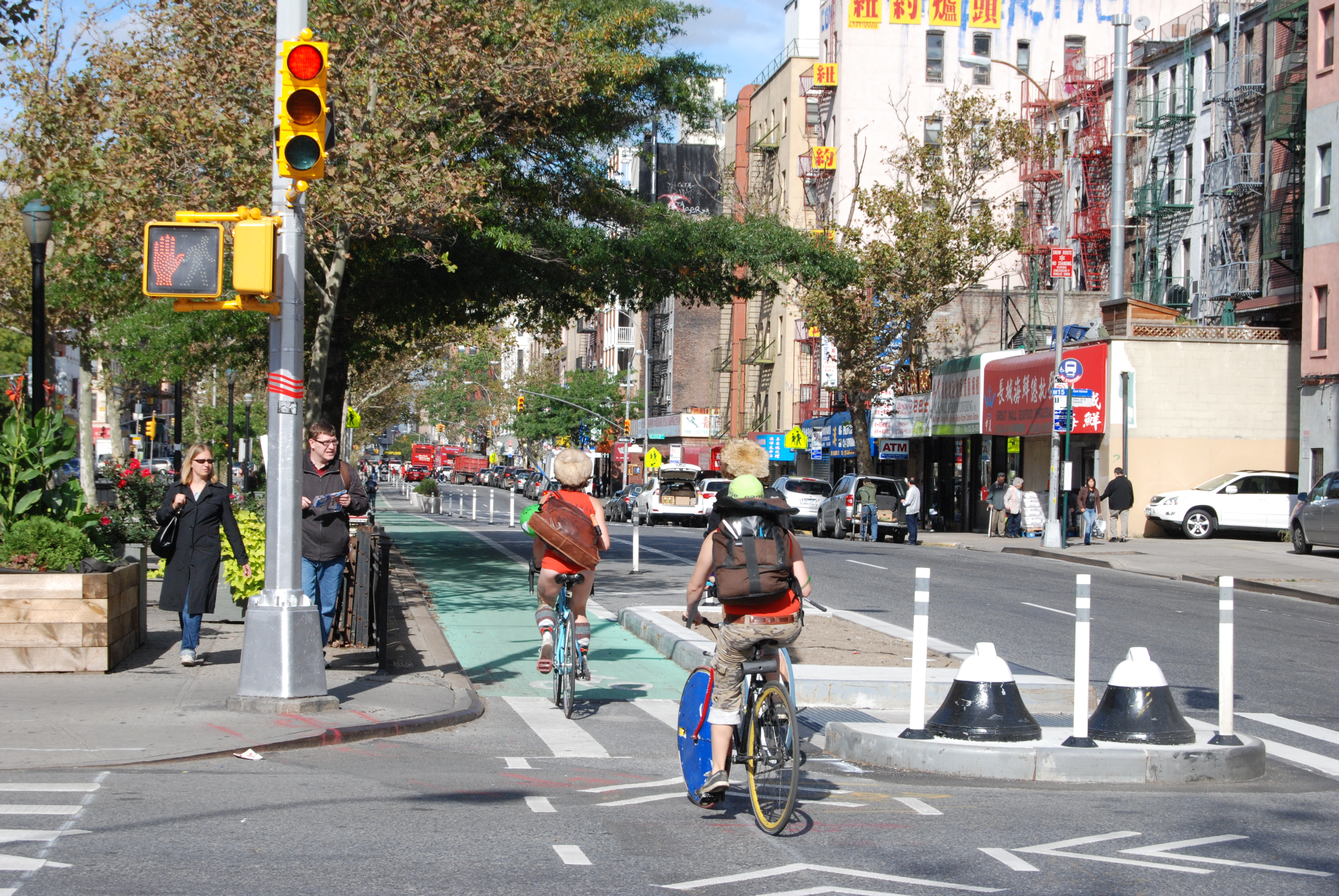
Příklad organizace funkčnosti vytvořeného prostředí

Kvalita vytvořeného prostředí pro život člověka má přímý vliv na veřejné zdraví a je tím pádem klíčovou součástí udržitelného rozvoje.